# Tramwaje w Saint-Quentin
Tramwaje w Saint-Quentin − zlikwidowany system komunikacji tramwajowej we francuskim mieście Saint-Quentin, działający w latach 1899−1956.

## Historia
Decyzję o budowie sieci tramwajowej w Saint-Quentin podjęto w 1895. Budowa sieci ruszyła w 1898. Tramwaje miały być napędzane za pomocą sprężonego powietrza w systemie Ludwika Mękarskiego. 6 marca 1899 otwarto pierwszą linię na trasie Gare du Nord − place de l'Hôtel de Ville. Do obsługi linii zakupiono trzy tramwaje wyprodukowane w Nantes. Drugą linię tramwajową pomiędzy Hôtel de Ville i cimetière Saint-Jean otwarto 14 października. W sierpniu 1900 otwarto linię Hôtel de Ville − Rocourt et Hôtel de Ville − Remicourt. Sieć tramwajowa wówczas osiągnęła długość 5,7 km. W 1906 podjęto decyzję o elektryfikacji sieci. Operatorem sieci była spółka Compagnie des Tramways de Cambrai et de Saint-Quentin. Oprócz elektryfikacji istniejącej sieci zbudowano trasę place de l'Hôtel de Ville − la caserne de la rue de Cambrai. Tramwaje elektryczne uruchomiono 25 kwietnia 1908 na trasie Hôtel de Ville – Gare. Dzień później tramwaje elektryczne pojawiły się na całej sieci zastępując tym samym tramwaje na sprężone powietrze. Do obsługi sieci zakupiono 18 wagonów silnikowych i 6 doczepnych. Wagony silnikowe były wyposażone w dwa silniki o mocy 25 KM, każdy. Wiosną 1917 z powodu bombardowania miasta wstrzymano ruch tramwajów.  W kwietniu 1925 do miasta dostarczono 17 wagonów silnikowych i 2 wagony doczepne natomiast ruch na sieci wznowiono 2 maja 1925. Od ponownego otwarcia tramwaje przewoziły coraz mniej pasażerów. W 1936 zlikwidowano jedną z linii. W czasie II wojny światowej nie zaszły żadne większe zmiany w systemie. Z powodu braku remontów infrastruktura i tabor były znacznie wyeksploatowane. Ostatnie trzy linie tramwajowe zlikwidowano 26 maja 1956 i zastąpione liniami autobusowymi. 

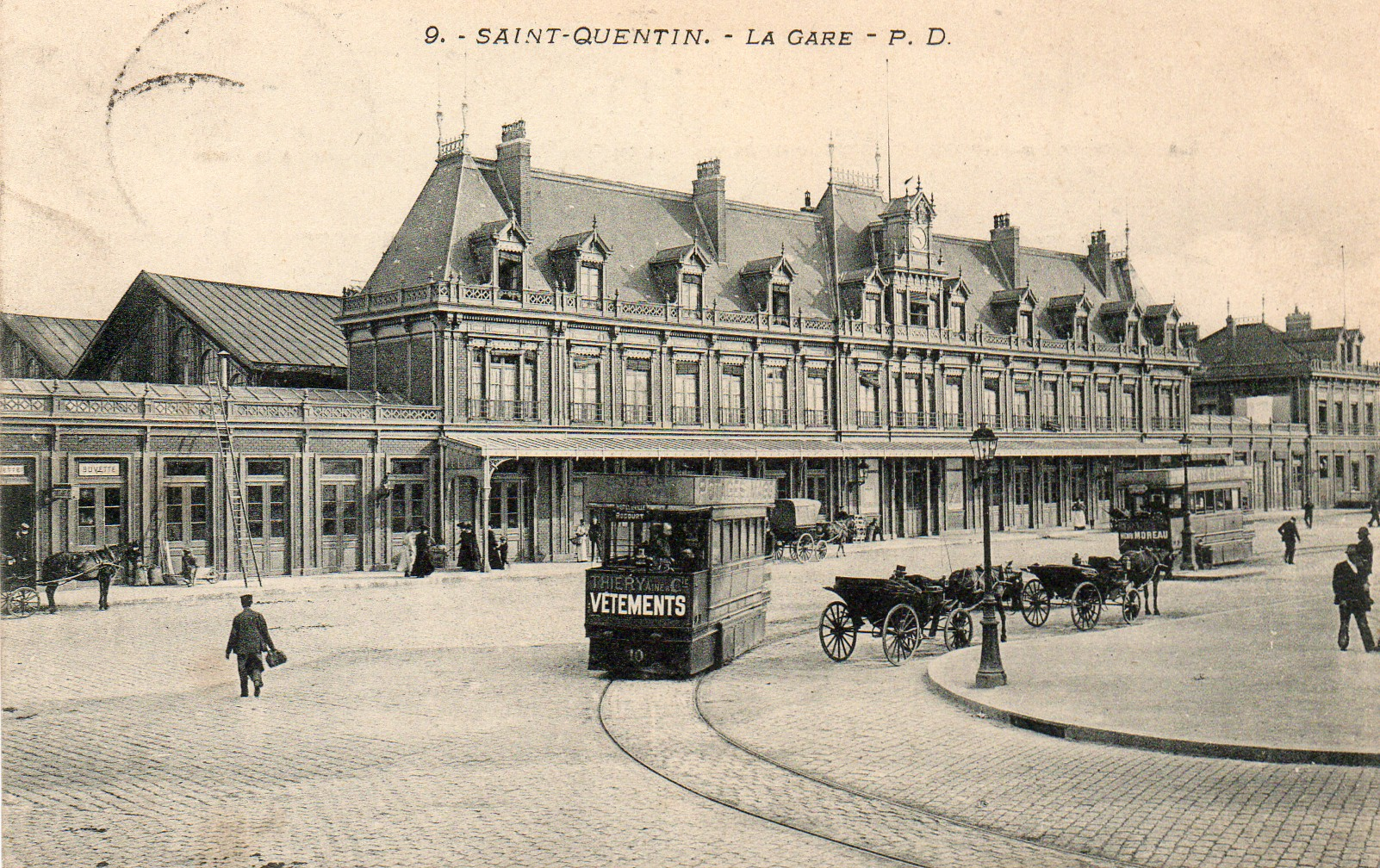
Tramwaje przed dworcem kolejowym
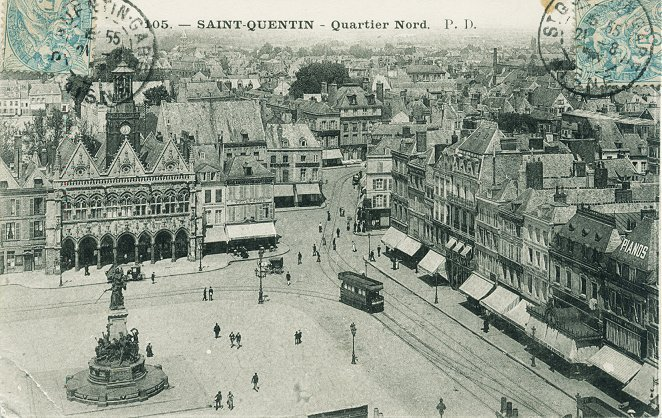
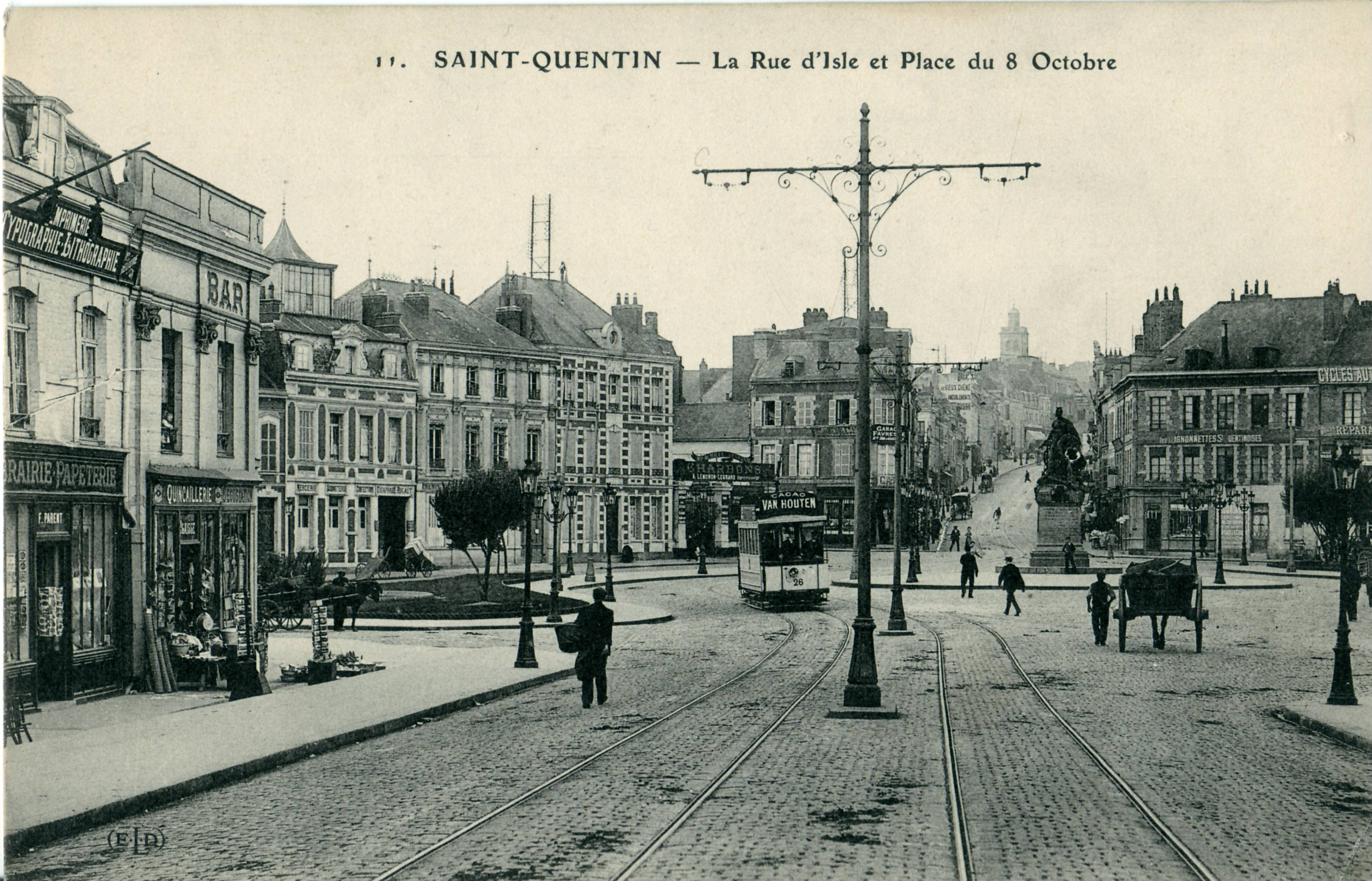
Linia tramwajowa na rue d'Isle et la Place du 8 Octobre
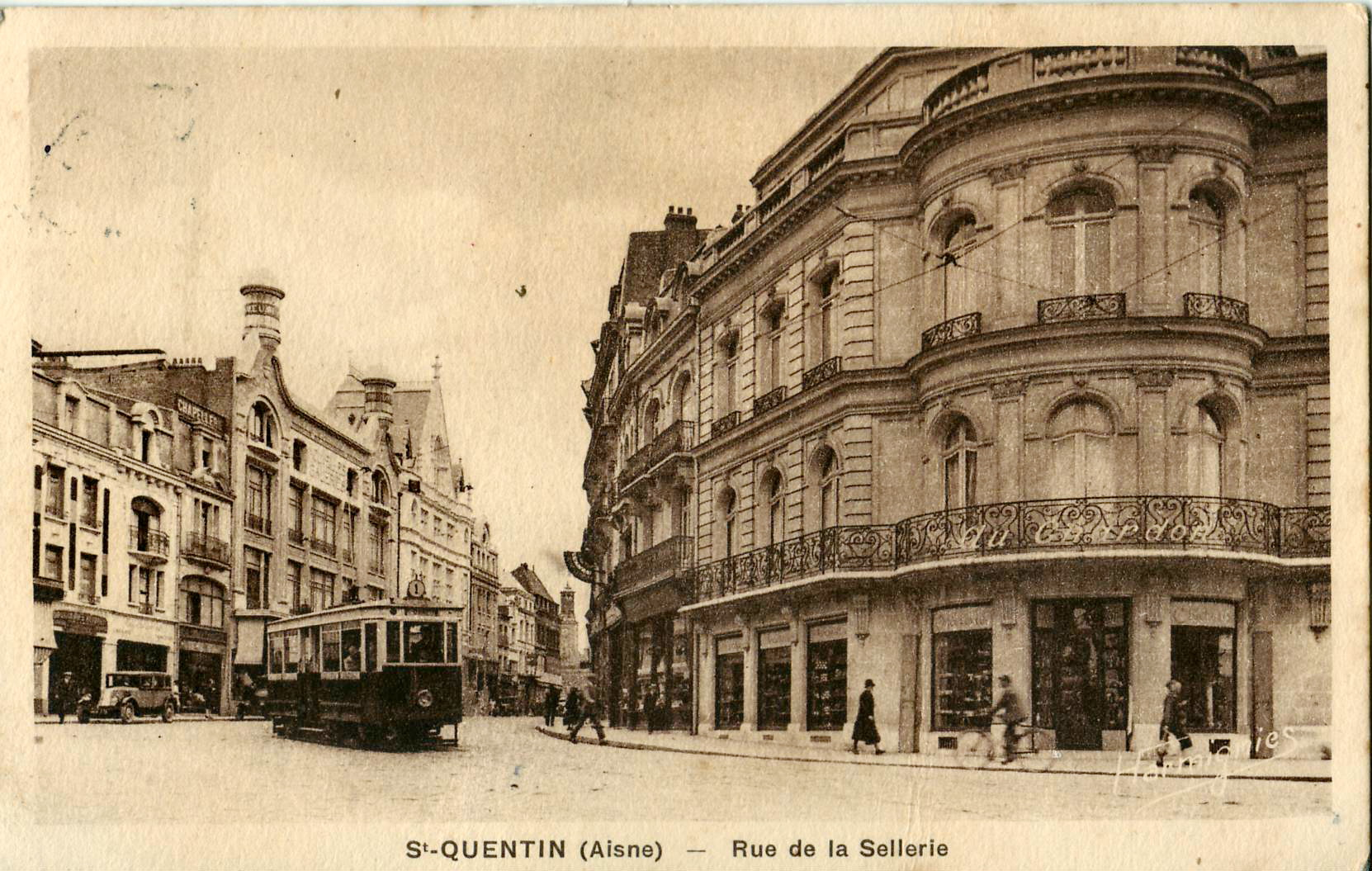
Rue de la Sellerie